# Sárszentágota
Sárszentágota är en ort (by) i provinsen Fejér i centrala Ungern. Orten har 1 308 invånare (2024), på en yta av 45,50 km². Den ligger cirka 27 kilometer sydost om Székesfehérvár.